# 마막
마막(馬邈, ?~?)은 중국 삼국시대 촉나라의 장수이다. 하지만 등애가 촉을 침공하자 항복 했다

## 생애
263년에 강유(江由)관을 지키는 임무를 맡았다. 당시 촉나라 정벌군을 이끌던 등애(鄧艾)가 아무도 예상 못하던 험준한 지형을 거쳐 강유(江由)에 나타나자, 마막은 싸우지 않고 항복했다. 유선이 항복한 이후 마막의 행적은 기록되어 있지 않다.

## 《삼국지연의》에서의 마막
삼국지연의에서의 마막은 위군이 쳐들어와도 크게 근심하지 않고, 위급할 경우 항복할 생각을 하는 나태한 모습을 보인다. 마막이 등애에게 항복하자, 마막의 아내 이(李)씨는 남편을 부끄럽게 여겨 자결했다. 등애는 이씨를 의롭게 여기고 몸소 제사를 지낸 후 후하게 장사지내 주었다.